# Myriam Sarachik

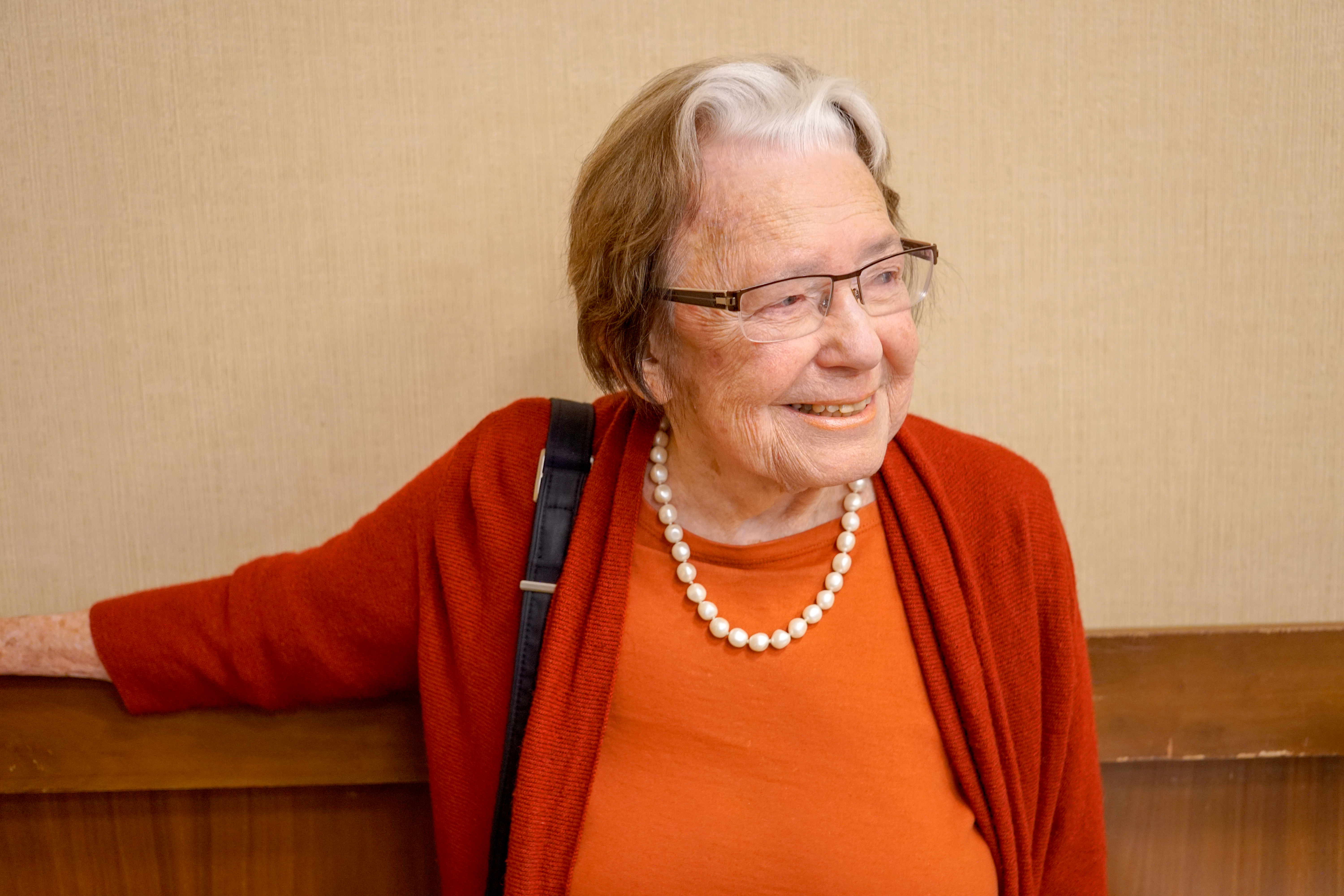
Myriam Sarachik, 2019

Myriam Paula Sarachik (* 8. August 1933 als Myriam Morgenstein in Antwerpen, Belgien; † 7. Oktober 2021 in New York City, Vereinigte Staaten) war eine US-amerikanische Physikerin, die sich mit experimenteller Festkörperphysik befasste.

## Leben
Sarachik entstammte einer jüdischen Familie aus Antwerpen. Nach der deutschen Besetzung Belgiens und Nordfrankreichs gelang ihrer Familie mit einigen Schwierigkeiten – sie wurden von einem französischen Polizisten verhaftet, konnten aber aus einem Internierungslager nahe Tours im besetzten Teil Frankreichs entkommen – die Flucht über Südfrankreich und Spanien nach Havanna auf Kuba, wo sie die nächsten 5 ½ Jahre verbrachte. Im März 1947 ließ sich ihre Familie in New York City nieder, nachdem sie ein Einwanderungsvisum erhalten hatte. Dort besuchte sie die Bronx High School of Science. 1954 erhielt sie ihren Bachelor-Abschluss in Physik am Barnard College, war ein Jahr an den IBM Watson Laboratories der Columbia University und erhielt 1957 den Master-Abschluss an der Columbia University, an der sie 1960 promoviert wurde. Danach arbeitete sie wieder an den IBM Watson Laboratories und lehrte gleichzeitig abends am City College of New York, bevor sie 1962 zu den Bell Laboratories ging. 1964 wurde sie Assistant Professor, 1967 Associate Professor und 1971 Professor am City College of New York der CUNY. Seit 1995 war sie dort Distinguished Professor.
Thema ihrer Dissertation war die Eindringtiefe für Magnetfelder bei dünnen supraleitenden Filmen aus Blei und Zinn und daraus die Bestimmung der Energielücke im Anregungsspektrum der Supraleiter. An den Bell Laboratories führte sie wichtige Experimente zur Überprüfung der Theorie des Kondo-Effekts aus.
Weiter befasste sie sich mit dotierten Halbleitern nahe dem Metall-Isolator-Übergang, stark korrelierten Elektronensystemen in zwei Dimensionen und makroskopischem magnetischen Quantentunneln in Spinsystemen.
2005 erhielt sie den Oliver E. Buckley Condensed Matter Prize. Sie war Fellow der National Academy of Sciences, der American Physical Society (APS), der American Academy of Arts and Sciences, der American Association for the Advancement of Science und der New York Academy of Sciences. 2006 wurde sie Ehrendoktor des Amherst College. 1995 erhielt sie den Award for Excellence in Wissenschaften des New Yorker Bürgermeisters. 2003 war sie Präsidentin der APS. 2004 erhielt sie den UNESCO-L’Oréal-Preis. 2020 erhielt sie die Medaille für herausragende Forschungsleistungen der American Physical Society. Sie engagierte sich sowohl bei der APS als auch in der New York Academy of Sciences für Menschenrechte und war im Rat des Committee of Concerned Scientists.
Myriam Sarachik war seit 1954 mit Philip E. Sarachik (* 1931, Professor für Elektrotechnik an der New York University) verheiratet, mit dem sie zwei Töchter hatte. 1970 wurde eine ihrer Töchter von der Haushälterin, die wenig später an einer Überdosis starb, entführt und getötet.
Sarachik starb im Oktober 2021 im Mount Sinai West Hospital im New Yorker Stadtteil Manhattan an den Folgen eines Schlaganfalls im Alter von 88 Jahren.
2023 wurde Sarachik posthum die National Medal of Science verliehen.